# 南迴鐵路電氣化

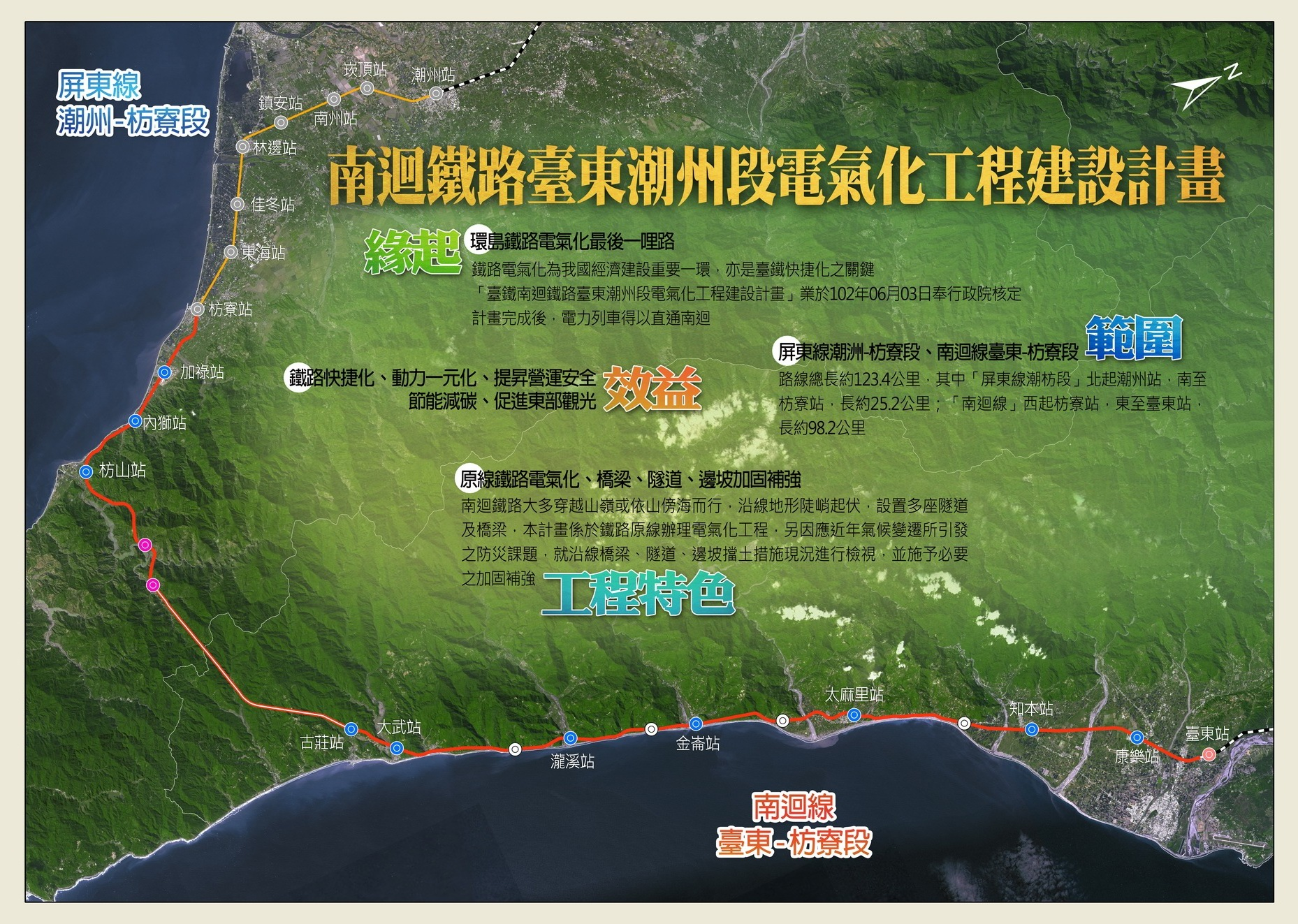
南迴鐵路電氣化工程示意圖

南迴鐵路電氣化是指台灣鐵路南迴線及屏東線的電氣化計畫，將屏東線潮州車站－枋寮車站（25.2公里）及南迴線的枋寮車站－知本車站（86.5公里）間電氣化，同時改善屏東線路線瓶頸，將南州－林邊間6.8公里鐵路雙線電氣化，改善崁頂、南州、鎮安、林邊、佳冬、東海、枋寮等車站；南迴線除中央號誌站－古莊號誌站間長16.9公里配置雙線電氣化外，其餘路段維持單線電氣化配置，改善大武、太麻里、知本、康樂等車站。
僅多良路段為改線電氣化，目前本路段的新多良一號隧道已於2019年5月14日貫通，以及其新建高架橋也在同年12月合龍；而本改線路段之所有土建工程及無碴軌道已在2020年1月完成，並於同年5月27日至28日將原有之路線切換至改線路段，之後再進行機電工程。
本計劃於2014年11月16日動工，其中潮州至枋寮間的電氣化路段已於2019年12月20日通車，而枋寮至知本的電氣化路段已在2020年10月1日開始送電、於12月20日通車，2022年3月全數工程將竣工。南迴鐵路電氣化計畫經費為新臺幣276.13億元。
而臺灣鐵路股份有限公司因應南迴鐵路電氣化通車而增加的列車班次，目前已在訂購新列車當中。

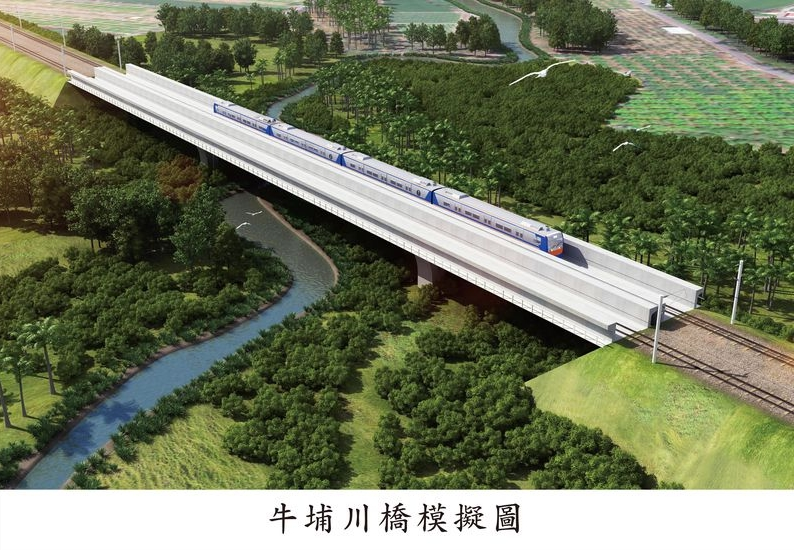
屏東縣南州鄉牛埔川橋改建工程模擬圖

- 2019年12月20日：配合南迴鐵路電氣化工程，潮州到枋寮段12月20日電氣化通車，111次普悠瑪號、129次自強號終點站由潮州車站改為枋寮車站，136次普悠瑪號、168次自強號起點站由潮州車站改為枋寮車站。[4]新左營至枋寮間增開多班區間快車。
- 2020年12月23日：南迴鐵路電氣化枋寮車站=臺東站通車，110、127次普悠瑪號由潮州車站延駛至臺東車站，422次普悠瑪號及443次自強號由臺東車站延駛至新左營車站，303、326、327次改由普悠瑪號行駛，301、324次則改由PP自強號行駛。原3671、3672次普快車停駛，將進場改造未來將再次登場。

## 施工圖集

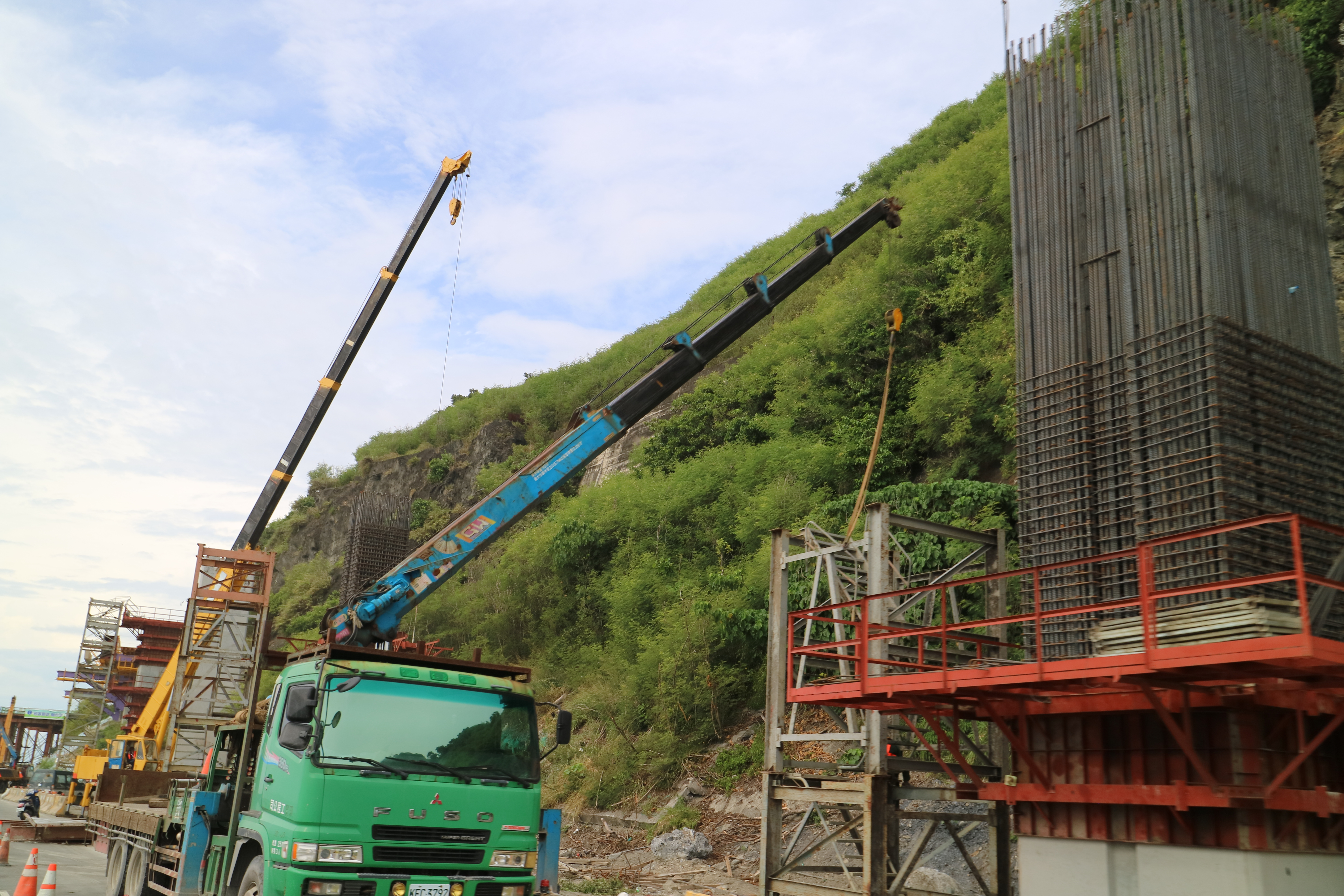
南迴鐵路臺東潮州段電氣化工程多良改線段 高架橋墩座
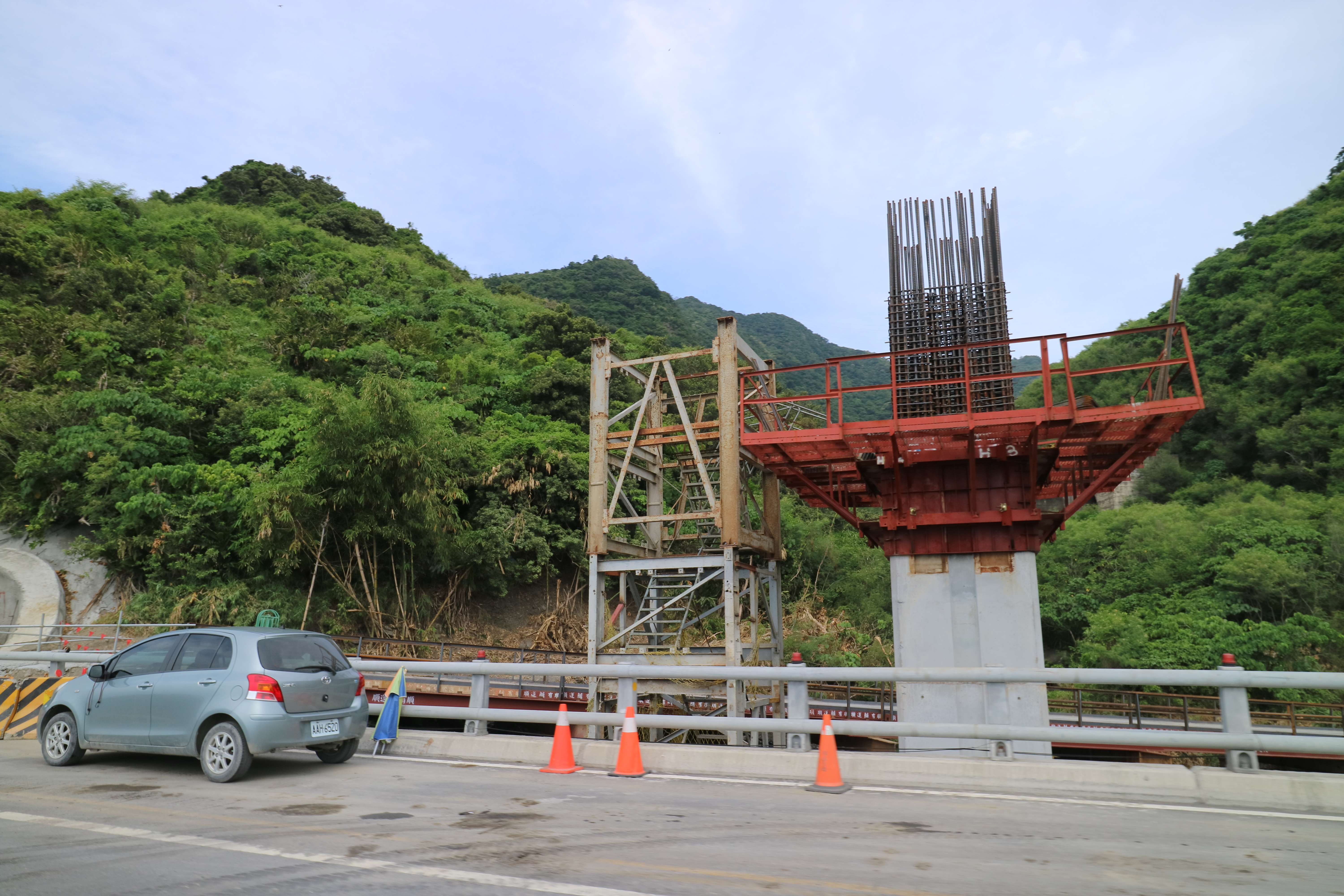
南迴鐵路臺東潮州段電氣化工程多良改線段 高架橋墩座
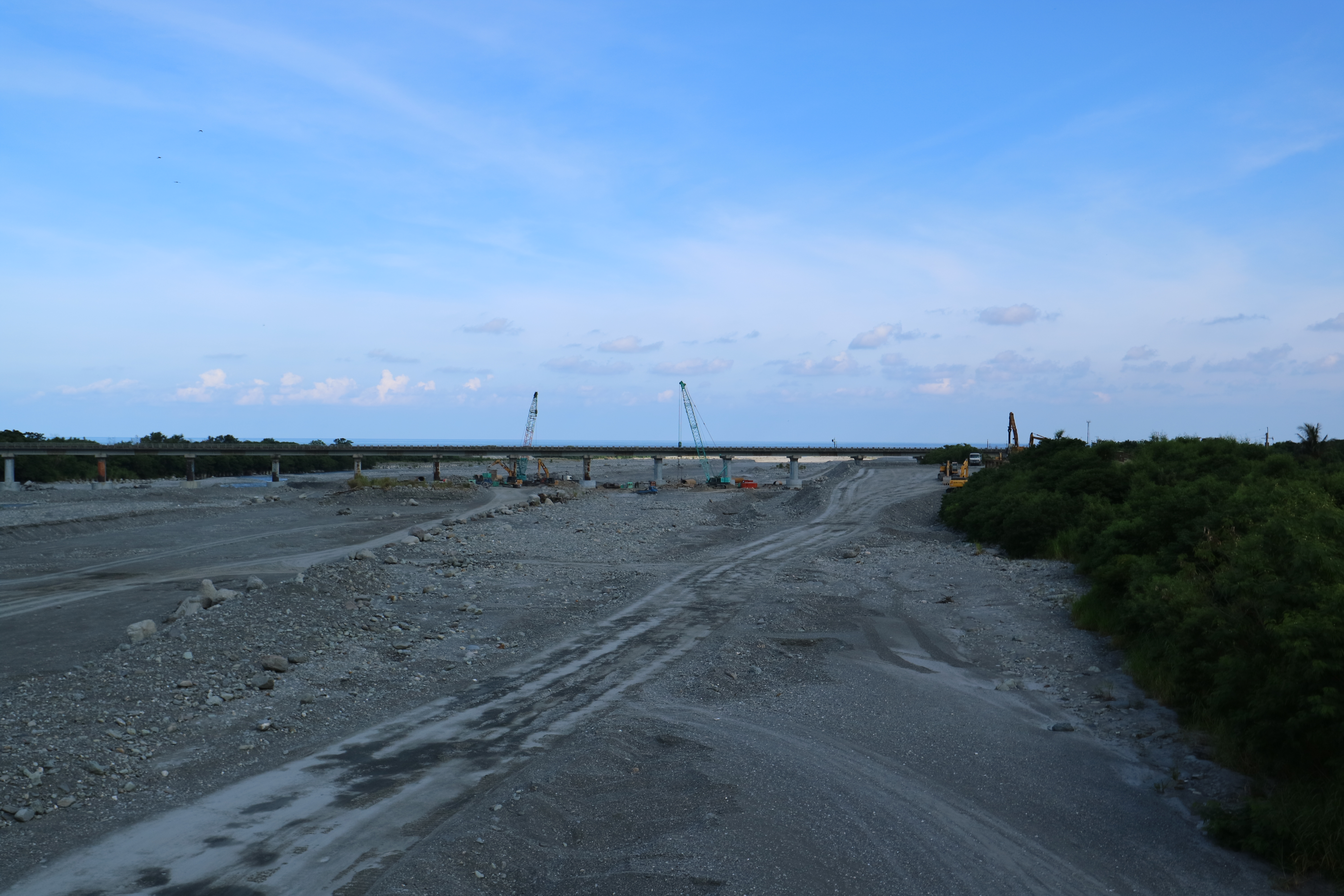
南迴鐵路臺東潮州段電氣化工程知本溪橋改善段

## 影響

### 第一階段至第五階段
南迴線主要經過區域因人煙稀少且部分路段為無路可通，需沿著鐵道沿線才可到達。為保障工作人員施工安全及加快興建速度，於2017年9月6日起至2019年12月19日，每週一～週四和週六，部分夜間班次列車停駛或截短行駛「潮州–臺東」路段，但遇週五、週日、連續假期（寒假、暑假亦同）及政府補上班、上課日則恢復各級列車行駛。

#### 受影響列車班次
- 自強號：328、373、327、332次。
- 莒光號：705、708次
- 區間車：無影響。
- 普快車：無影響。

### 第六階段
而第六階段的南迴替運，將由2020年4月6日起至2020年12月15日，每逢週一至週四及週六（不包含暑假及連續假期），而本階段替運採用遊覧車接駁，不另收費，乘客保險比照臺鐵局規定之各項保險額度，本階段的替運的接駁方式如下：

#### 受影響及新增列車班次
- 373、327次自強號分別改為173、329次自強號，行駛至枋寮車站後，由接駁專車繼續行駛至臺東車站
- 332、328次自強號分別改為340、350次自強號，行駛至臺東車站後，由接駁專車繼續行駛至新左營車站
- 增開330次自強號（枋寮＝新左營；時刻同332次自強號）